# Les Prés-d’Orvin

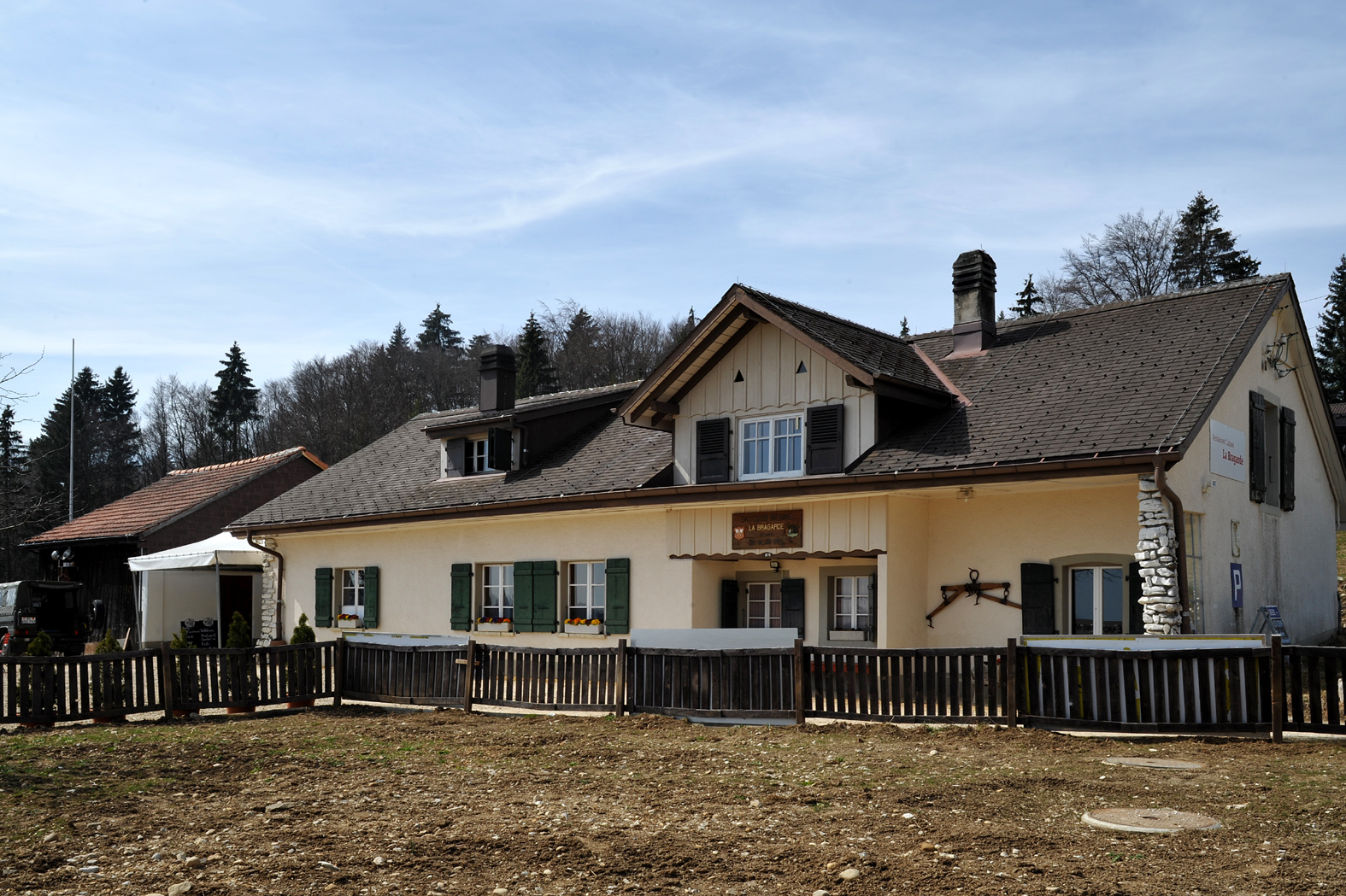
Haus des Skiklubs Biel

Les Prés-d’Orvin ist eine Ortschaft am Jurasüdhang auf dem Gebiet der Gemeinde Orvin im Schweizer Kanton Bern.
Der Ort ist ein Wintersportgebiet und durch eine Buslinie der Verkehrsbetriebe Biel erschlossen. Die Fahrt zum Bahnhof Biel/Bienne dauert 29 Minuten. Fünf Skilifte erschliessen die blauen und roten Pisten am Abhang des Chasseralausläufers. Einige Loipen stehen für Langläufer zur Verfügung.
In der Umgebung des Dorfes liegt das ausgedehnte Naturschutzgebiet Les Prés d’Orvin.

## Persönlichkeiten
- Matthieu Burger (* 2001), Schwinger des Schwingclubs Biel